# Gesamthochschule
Die Gesamthochschule (abgekürzt GH oder GHS) war eine Hochschulform, die Merkmale von Universitäten und Fachhochschulen miteinander verband. Sie ermöglichte ein Hochschulstudium in bestimmten so genannten „integrierten Studiengängen“ sowohl mit Fachhochschulreife als auch mit allgemeiner Hochschulreife (Abitur). In einigen dieser integrierten Studiengänge konnten verschiedene Diplome erworben werden: das Diplom I, als Abschluss eines wissenschaftlichen Kurzzeitstudiums, sowie das Diplom II, das dem herkömmlichen Universitätsdiplom entsprach. Zusätzlich wurden reine Fachhochschulstudiengänge angeboten, mit dem Abschluss Fachhochschul-Diplom.

## Geschichte
Pläne zum Aufbau von Gesamthochschulen wurden seit Mitte der 1960er Jahre in mehreren Bundesländern diskutiert, unter anderem in Baden-Württemberg (Dahrendorf-Plan) und Berlin (Evers-Modell). Die erste Gesamthochschule entstand jedoch 1971 unter dem hessischen Kultusminister Ludwig von Friedeburg in Kassel.
Ein Jahr später, am 1. September 1972, wurden in Nordrhein-Westfalen als „praktisches Reformmodell“ zeitgleich fünf Gesamthochschulen in Duisburg, Essen, Paderborn, Siegen und Wuppertal gegründet, außerdem die Fernuniversität-Gesamthochschule Hagen. Dieses „integrative Modell“ verfolgte mehrere Ziele:
- die Überwindung unterschiedlicher Zugangsvoraussetzungen (Hochschulreife- und Fachhochschulreifezeugnis) – das erklärte bildungs- und sozialpolitische Ziel der damaligen Landesregierung und sicherlich Hauptmotivation zur Entscheidung für dieses Modell
- den einheitlichen organisatorischen Zusammenschluss von Universitäten, Fachhochschulen und Pädagogischen Hochschulen
- die Schaffung von integrativ auf Fachbereiche ausgerichteten Grundeinheiten für Forschung und Lehre alternativ zu den anderswo studiengangsbezogenen Strukturen
- die Zusammenführung des wissenschaftlichen Personals (Lehrende und Forschende) zu einer funktionalen Einheit

In Nordrhein-Westfalen führten ab 1. Januar 1980 die Gesamthochschulen durch das Gesetz über die wissenschaftlichen Hochschulen des Landes Nordrhein-Westfalen vom 20. November 1979 die Bezeichnung Universität-Gesamthochschule.
Zum 1. Januar 2003 wurden die Universität-Gesamthochschulen in Nordrhein-Westfalen auf Vorschlag eines Expertenrates in Universitäten umgewandelt. Die Hochschulart Gesamthochschule wurde aufgegeben, da sich das Modell aus spezifischen in der Struktur der Gesamthochschulen liegenden Gründen nicht bewährt habe. Die Umwandlung erfolgte unter der Maßgabe, dass die Hochschulen als Universitäten zu einer dezidierten Profilbildung in Forschung und Lehre gelangen.

## Studienmodelle und Brückenkurse

### Y-Modell
Beim Y-Modell, das vor allem an den nordrhein-westfälischen Gesamthochschulen praktiziert wurde, absolvierten zunächst alle Studenten ein gemeinsames Grundstudium (bis zum Vordiplom bzw. zur Zwischenprüfung). Im Hauptstudium konnten sich die Studenten dann für das Diplom I oder II entscheiden. Studenten mit Fachhochschulreife mussten bis zum Vordiplom sogenannte Brückenkurse absolviert haben, mit der die fachgebundene Hochschulreife erworben wurde, wenn sie sich für das Diplom II entschieden hatten.

### Konsekutivmodell
An der Gesamthochschule Kassel studierten hingegen alle Studenten zunächst bis zum Diplom I-Abschluss. Damit erwarben die Studierenden mit Fachhochschulreife neben einem ersten berufsqualifizierenden Abschluss auch die allgemeine Hochschulreife (Abitur). Danach wechselten sie in den Beruf oder absolvierten, auf das Diplom I aufbauend, auch noch das Diplom II-Studium.

### Integrierter Studiengang mit einer Abschlussmöglichkeit
Bei diesem Modell, welches in einigen Studiengängen an nordrhein-westfälischen Gesamthochschulen praktiziert wurde, erwarben alle Studenten das Diplom II, Studenten mit Fachhochschulreife mussten zuvor bis zum Vordiplom einige Brückenkurse (in Deutsch, Mathematik und Englisch) absolvieren. Zusammen mit dem Vordiplom erwarben sie damit die fachgebundene Hochschulreife, mit dem Diplom I die allgemeine Hochschulreife.
Von diesem Modell gab es im Fachbereich 5 Wirtschaftswissenschaft/Rechtswissenschaft der Gesamthochschule Duisburg eine Ausnahme. Bei Gründung der GHS Duisburg zum 1. September 1972 wurde neben einigen anderen Ausbildungseinrichtungen die Fachhochschule für Wirtschaft Duisburg in die GHS Duisburg integriert. An dieser FHS konnte auch studieren, wer neben der Mittleren Reife eine kaufmännische Lehre abgeschlossen hatte und mindestens ein Jahr praktische Berufserfahrung absolviert hatte. Mit der Übernahme der FHS in die GHS wurden die Studenten und die Studienbewerber, die sich zum Wintersemester 1972/73 bei der FHS angemeldet hatten, zu Studenten der GHS. Aufgrund der Initiative des Gründungsdekans konnte beim Wissenschaftsministerium in Düsseldorf durchgesetzt werden, dass auch Studenten der GHS nur mit einem Zeugnis der Fachhochschulreife das weitere Studium bis zum „Diplom-Ökonom“ ohne Brückenkurse absolvieren konnten.

## Gesamthochschulen in Deutschland
- In Nordrhein-Westfalen: Seit dem 1. Januar 2003 sind alle Gesamthochschulen des Landes Nordrhein-Westfalen per Gesetz ausschließliche Universitäten. Bereits ein Jahr zuvor sind die letzten Fachhochschulstandorte ausgegliedert und mit anwendungsorientierten Fachhochschulen zusammengeführt worden.[3] Die Immatrikulation mit Fachhochschulreife war an den betreffenden Universitäten noch bis zum Wintersemester 2005/2006 möglich (Meldetermin war im Regelfall der 15. Juli 2005). Seit 2003 können alle Universitäten in Nordrhein-Westfalen in Prüfungsordnungen Regelungen treffen, den Zugang mit Fachhochschulreife durch Nachweis der Allgemeinbildung und der studiengangbezogenen Eignung zu ermöglichen.[4] Beispielsweise können an der Universität Paderborn Elektrotechnik, Maschinenbau, Informatik und andere naturwissenschaftlich/technische Studiengänge mit Fachhochschulreife studiert werden, wenn eine Eignungsprüfung vor dem Studium bestanden wird.

- Folgende nordrhein-westfälische Gesamthochschulen wurden in Universitäten überführt:
  - FernUniversität in Hagen
  - Universität Duisburg-Essen
  - Universität Paderborn
  - Universität Siegen
  - Bergische Universität Wuppertal
- Sowie folgende Standorte in Fachhochschulen:
  - Standort Höxter der Universität-Gesamthochschule Paderborn in die Hochschule Ostwestfalen-Lippe
  - Standorte Soest und Meschede der Universität-Gesamthochschule Paderborn in die Fachhochschule Südwestfalen

- In Hessen:
  - Universität Kassel

- In Bayern konnte sich aus politischen Gründen die Gesamthochschule nicht durchsetzen. Gleichwohl bieten verschiedene Universitäten in Bayern auch Fachhochschul-Diplomstudiengänge an. Durch das Bestehen der Vordiplomprüfung wird eine fachgebundene Hochschulreife erworben, mit dem Fachhochschuldiplom wird die allgemeine Hochschulreife erworben. Solche faktischen (und teilweise auch früheren) Gesamthochschulen sind unter anderem:
  - Universität der Bundeswehr München
  - Katholische Universität Eichstätt
  - Universität Bamberg

## Zukunft
Da Studenten mit Fachhochschulreife einen Großteil der Studenten einiger Fachbereiche der ehemaligen Gesamthochschulen bilden, sind Regelungen für grundsätzlich alle Universitäten in Nordrhein-Westfalen getroffen, die diesen Studenten auch in Zukunft ein Universitätsstudium erlauben. Dies geschieht beispielsweise in Bachelorstudiengängen mit einer zusätzlichen Eignungsfeststellung (nach § 66 Abs. 6 Satz 1 HG von NRW) zu Studienbeginn. Diese sieht vor, dass der zukünftige Student ohne Abitur sowohl eine angemessene Allgemeinbildung (für deren Nachweis beispielsweise die Fachhochschulreife ausreichend sein kann), als auch eine fachspezifische Eignung besitzen soll (was zum Beispiel durch ein Gespräch mit einer Prüfungskommission nachgewiesen werden kann). Es liegt jedoch im Ermessen der Fachbereiche der Universitäten, wie diese Eignungsfeststellungen konkret ausgestaltet werden, bzw. ob dies an dem betreffenden Fachbereich überhaupt möglich ist.